# GlusterFS
GlusterFS는 확장성이 가능한 NAS 파일 시스템이다. 다수의 스토리지를 이더넷(Ethernet) 또는 인피니밴드(InfiniBand)를 통하여 하나의 커다란 병렬 네트워크 파일 시스템으로 통합한다. 클라우드 컴퓨팅 및 스트리밍 미디어 서비스 그리고 콘텐츠 전송 네트워크와 같은 서비스등에 사용된다. GlusterFS는 처음 Gluster라는 회사에 의해 개발되었으나 2011년에 레드햇에 인수되었다.

## 같이 보기
- 파일 시스템
- 분산 파일 시스템
- 러스터 (파일 시스템)